# FCE Meetjesland
Football Club Eeklo Meetjesland w skrócie FC Eeklo Meetjesland – belgijski klub piłkarski, grający w piątej lidze belgijskiej, mający siedzibę w mieście Eeklo.

## Historia
Klub został założony w 1920 roku jako Daring Eecloo. W 1921 roku zmienił nazwę na Football Club Eecloo, a  w 1951 roku na Koninklijke Football Club Eeklo. Od 2012 nosi nazwę Football Club Eeklo Meetjesland. W swojej historii klub spędził 8 sezonów w drugiej lidze belgijskiej, w której grał w latach 1987-1995. Spędził też 15 sezonów na poziomie trzeciej ligi.

## Stadion
Domowe mecze klub rozgrywa na stadionie o nazwie Emile van de Veirestadion, położonym w mieście Eeklo. Stadion może pomieścić 3000 widzów.

## Sukcesy
- Derde klasse:
  - mistrzostwo (1): 1987

## Reprezentanci kraju grający w klubie
Stan na listopad 2021
| - Dirk De Vriese - Djamel Zidane - Souleymane Oularé - Abubakar Balarabe | - Ndubuisi Okosieme - Dahiru Sadi - Jean-Claude Mukanya |